# Kazuya Ōizumi
Kazuya Ōizumi (japanisch 大泉 和也 Ōizumi Kazuya; * 19. Juni 1991 in der Präfektur Kanagawa) ist ein japanischer Fußballspieler.

## Karriere
Ōizumi erlernte das Fußballspielen in der Jugendmannschaft vom Yokohama FC und der Universitätsmannschaft der Toin University of Yokohama. Seinen ersten Vertrag unterschrieb er 2014 beim YSCC Yokohama. Der Verein spielte in der dritthöchsten Liga des Landes, der J3 League.